# 里维耶尔 (加尔省)
里维耶尔（法語：Rivières，法語發音：[ʁivjɛʁ] ⓘ）是法国加尔省的一个市镇，属于阿莱斯区。

## 地理
里维耶尔（44°13'34"N, 4°16'30"E）面积9.96 平方千米，位于法国奧克西塔尼大區加尔省，该省份为法国南部沿海省份，南端濒地中海，北起顺时针与阿尔代什省、沃克吕兹省、罗讷河口省、埃罗省、阿韦龙省和洛泽尔省接壤。
与里维耶尔接壤的市镇（或旧市镇、城区）包括：阿莱格尔莱菲马德、丰叙吕桑、梅雅讷-勒克拉普、罗什居德、圣但尼。

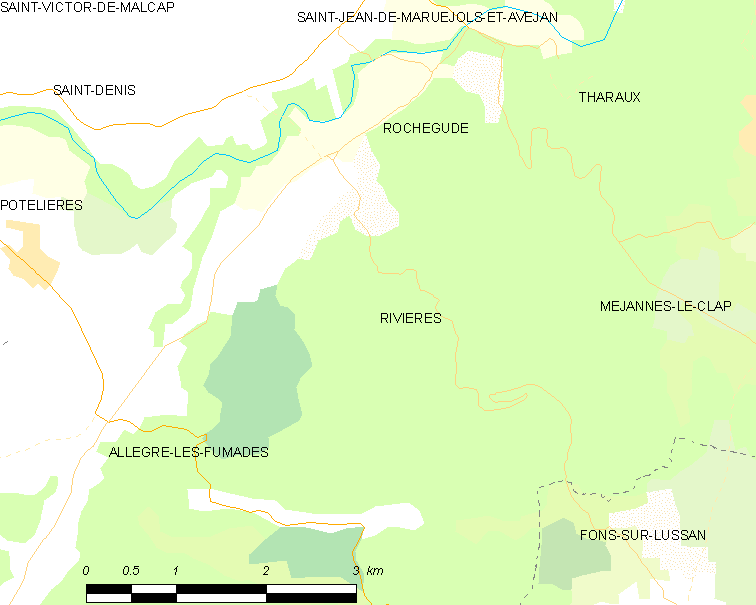
的OSM定位图

里维耶尔的时区为UTC+01:00、UTC+02:00（夏令时）。

## 行政
里维耶尔的邮政编码为30430，INSEE市镇编码为30215。

## 政治
里维耶尔所属的省级选区为鲁松县。

## 人口

1962-2008年间人口变化图示

里维耶尔于2022年1月1日时的人口数量为424人。